# Here Before
Here Before és una pel·lícula de thriller psicològic britànica del 2021 escrita i dirigida per Stacey Gregg en el seu debut com a directora. És protagonitzada per Andrea Riseborough, Jonjo O'Neill, Martin McCann i Eileen O'Higgins.
La pel·lícula va ser nominada per competir a la categoria de llargmetratges narratius al SXSW Film Festival de 2021.
La pel·lícula es va estrenar a South by Southwest el 17 de març de 2021, i es va estrenar en cinemes al Regne Unit i Irlanda el 18 de febrer de 2022 per Wildcard Distribution. Va rebre ressenyes positives de la crítica, i l'actuació de Riseborough va ser elogiada.

## Argument
La Laura viu a Irlanda del Nord amb el seu marit Brendan i el seu fill Tadhg. La seva filla Josie va morir en un accident de cotxe alguns anys abans dels esdeveniments de la pel·lícula, conduint Brendan.
Una noia anomenada Megan es muda al costat de la Laura amb els seus pares, Marie i Chris. La Megan i la Laura aviat fan amistat. La Laura s'intrigaa quan la Megan diu que ja ha estudiat a l'escola local abans i que ha visitat el cementiri local, i li demana que li faci una cara somrient amb salsa de tomàquet quan la convida a sopar. Marie diu que la Megan mai no havia estudiat a l'escola ni havia vist el cementiri.
Un dia, la Laura porta a la Megan al parc infantil proper a petició seva. Megan diu que va visitar el parc abans; Laura enfadada se la porta a casa. Marie li demana a Laura que es mantingui allunyada de la Megan. Brendan decideix que la família hauria de marxar de la ciutat durant uns dies per donar-li a Laura l'oportunitat de relaxar-se. Mentre mira pel telèfon de Brendan, la Laura hi troba diverses fotos de Megan.
Després de tornar a casa, la Laura porta a la Megan en cotxe per Ballyfield Road, la carretera per la qual conduïa Brendan quan es va produir l'accident. Megan diu que Brendan estava cantant mentre conduïa per la carretera, la qual cosa convenç a Laura que la Josie es va reencarnar com a Megan. Tadhg ataca a Megan aquella nit, per la qual cosa truquen a la policia. Laura li demana a Brendan que es quedi en un altre lloc durant uns dies per donar-li una mica d'espai.
La Laura troba una foto de Brendan amb Marie en una festa, contradient la seva afirmació anterior que no la coneixia. Brendan es troba amb Megan, que s'ha adonat que Brendan és el seu pare real. Laura entra a casa de la Megan i troba diverses fotos de Josie i un CD que conté una gravació de 2007 de Josie i Tadhg. S'enfronta a Marie, acusant-la d'utilitzar Megan per venjar-se de Brendan. L'enfrontament es torna violent després que la Laura amenaça amb emportar-se la Megan lluny de la Marie, i Marie apunyala Laura amb un fragment de vidre. Megan arriba a temps per demanar perdó a la Laura; En una al·lucinació, la Laura la veu breument com Josie i li diu que l'estima.
La pel·lícula acaba amb una Laura totalment recuperada col·locant flors a la tomba de Josie.

## Repartiment
- Andrea Riseborough com a Laura
- Jonjo O'Neill com a Brendan
- Martin McCann com a Chris
- Eileen O'Higgins com a Marie
- Lewis McAskie com a Tadhg
- Niamh Dornan com a Megan
- Jesse Frazer-Filer com a Ian
- Grace O'Dwyer com a Josie
- Gina Moxley com a Paula
- Chrissy Hindley com a Roxanne
- Terence Keeley com el Sr O'Riordan
- Tony Flynn com a secretari

## Producció
Here Before està produït per Rooks Nest Entertainment i finançat per BBC Films, Pia Pressure i Northern Ireland Screen. El rodatge es va dur a terme a Belfast, Irlanda del Nord i als seus voltants.

## Alliberament
La pel·lícula es va estrenar a South by Southwest el 17 de març de 2021. Es va estrenar a les sales de cinema al Regne Unit i Irlanda el 18 de febrer de 2022 per Wildcard Distribution.

## Recepció
Here Before va rebre ressenyes positives de la crítica, i l'actuació d'Andrea Riseborough va ser destacadament elogiada. Al lloc web de l'agregador de ressenyes Rotten Tomatoes, el 86% de les 74 opinions dels crítics són positives, amb una valoració mitjana de 6,5/10. El consens del lloc web diu: Descansant la seva història lentament retorçada en una actuació magnètica d'Andrea Riseborough, Here Before és un esforç sòlidament inquietant de la debutant guionista i directora Stacey Gregg. Metacritic, que utilitza una mitjana ponderada, va assignar a la pel·lícula una puntuació de 69 sobre 100, basada en 13 ressenyes, indicant crítiques "generalment favorables".
Owen Gleiberman de Variety va elogiar Gregg per "una tècnica molt accessible i transportable". Cath Clarke de The Guardian va donar a la pel·lícula 3/5 estrelles, escrivint: "La qüestió de si es tracta d'una història de fantasmes o si Laura està experimentant una mena de ruptura psicològica gira de maneres que em vaig perdre al final. Tot i així, és un debut molt aconseguit de Gregg, i Riseborough actua amb subtilesa i sensibilitat." Kevin Maher de The Times també va donar a la pel·lícula 3/5 estrelles, anomenant-la "[un] refrigerador inventiu de la directora debut Stacey Gregg." Simran Hans de The Observer també va donar a la pel·lícula 3/5 estrelles, escrivint: "Gregg crea una atmosfera esgarrifosa carregada de sobrenatural. La intensitat de Riseborough ajuda a vendre la idea d'una possible presència d'un altre món, però el guió és menys compromès, trontolla amb un final poc brillant."
Kate Erbland d' IndieWire va donar a la pel·lícula una nota de C+. Va elogiar l'actuació de Riseborough, però va descriure la història com "una història poc cuinada que sovint persegueix les possibilitats menys interessants". Simon Abrams de RogerEbert.com va donar a la pel·lícula 2,5/4 estrelles, escrivint: "Sens dubte, hi ha prou artesania, ànima i intel·ligència a la mostra per fer que la pel·lícula de Gregg valgui la pena mirar", però va afegir: "També hi ha massa escenes que només aconsegueixen repetir la seva evident fascinació pel dol com una experiència personal i, per tant, només en part comunicable."